# Sammy Ameobi
Samuel Oluwaseyi Jesutoromo Ameobi (Newcastle upon Tyne, 1992. május 1. –) angliai születésű labdarúgó, aki jelenleg (2020) az angol másodosztályban szereplő Nottingham Forest szélsője. Ő Shola és Tomi Ameobi öccse. Karrierjét a Newcastle Unitednél kezdte, melynek ifi akadémiájához 2008-ban csatlakozott. Miután feljutott az első csapatba, első ottani mérkőzését 2011. májusban játszotta.
Ennek ellenére nehezen maradt meg az első csapatban. Hét év alatt 70 alkalommal szerepelt a pályán, valamint kölcsönben volt a Middlesbrough, a Cardiff City és a Bolton Wanderers csapatainál. A Newcastle 2017-ben engedte el, miután visszatért a Boltonhoz, ahol határozatlan idejű szerződést kapott. Az Angliában született Ameobi bekerült a nigériai U-20-as  és az angol U-21-es válogatottba is, majd a Nigéria csapatában játszott 2014. augusztustól.